# Enuma Elish
Enuma Elish er den babylonske skabelsesmyte, omend det ikke er et decideret skabelsesepos. Den blev fundet af Henry Layard i 1849 (i fragmentarisk form) i Ashurbanipals ruinbibliotek ved Nineveh (Mosul, Irak), og offentliggjort af George Smith i 1876.

Enuma Elish betyder noget i retning af "Dengang foroven" – det er de første ord i teksten. Teksten er skrevet på akkadisk kileskrift og indeholder en del sumerogrammer. Den antages at være nedskrevet et sted imellem 1600 f.Kr. og 1400 f.Kr.
Enuma Elish er en beretning om hvordan Marduk, en af de yngre guder, satte verdensordenen. Eposset genbruger store dele af tidligere sumeriske sagn og blander dem sammen med bl.a. babylonske og amoritiske sagn. Mange af de ældre guder i Enuma Elish symboliserer samtidig en del af verden, f.eks. Anshar, som betyder noget i retning af 'himmel-totalitet'.
Handlingen er – meget forkortet – at Marduk bliver ophøjet til den øverste gud fordi han besejrer ur-monstret Tiamat. Derefter sætter han verden på plads. I menneskenes verden blev Babylon, altså Marduks by, til verdens hovedstad. Gudernes verden og menneskenes verden hænger sammen.
Der findes jødiske historikere som mener at teksten er langt senere – hvilket ville resultere i at det var jødernes kultur som inspirerede babylonernes og ikke omvendt. Mange historikere mener at kunne pege på at den jødiske religion er kraftigt påvirket af den babylonske kultur.